# Rudgea
Rudgea é um género botânico pertencente à família Rubiaceae.